# 安特·乔维奇
安特·乔维奇（1975年8月31日—）是一位克罗地亚前足球运动员及现任足球教练，自2019-20赛季起执教德国足球甲级联赛俱乐部柏林赫塔。

## 球员生涯
作为外籍劳工家庭之子，乔维奇出生在德国，其足球生涯则是始于哈伊杜克，于场上司职中场。1991年，他在克罗地亚独立战争爆发之前随父母逃回柏林，并开始在柏林赫塔的青训营受训。1992年，乔维奇转投斯图加特，至两年后与该俱乐部签订了自己的首份职业合同，同时也在球迷商店工作。在处子赛季，他在主教练尤尔根·勒贝尔治下主要担任的替补，共获得了13次出场机会并射入2球。接下来的赛季，乔维奇转会至当时的德乙俱乐部纽伦堡，后于1996年回到其父母所居住的柏林并加盟赫塔，而恩师勒贝尔此时也在那里担任主教练。在赫塔的首个赛季，乔维奇共出场28次，并随队一同升入德甲联赛。他为赫塔出赛直至2000年；然而在最后一个赛季仅获得6次出场机会。即便是他在2000年夏天转投联赛竞争对手波鸿后，他仍然只是替补角色。因此，克罗地亚人仅效力了一个赛季后便又转会至德乙俱乐部萨尔布吕肯。
在萨尔布吕肯度过了一个赛季后，乔维奇重返故乡柏林。在那里，他加盟了位处北部地区联赛作赛的柏林赫塔二队。由于缺乏职业球员，时任一线队主教练的法尔科·格茨也曾于2007年2月17日将这位中场征召参加对阵美因茨05的德甲联赛。

## 执教生涯
乔维奇于2010年挂靴退役，继而成为柏林赫塔U15梯队的新任主教练。2012年2月14日，随着米夏埃尔·斯基贝被解职，他又与勒内·特雷乔克一同出任柏林赫塔一线队的临时主教练。在俱乐部任命为新任主帅后，乔维奇与特雷乔克则联合作为前者的副手，担当助理教练。但当赫塔在季末输掉与福尔图娜杜塞尔多夫的保级附加赛并降入德乙，这个三人组合仅维持了半季便告解散。
在2012-13赛季，乔维奇参加了由德国足协开办的足球教练培训班，并于2013年3月结业。至2013-14赛季，乔维奇开始执掌柏林赫塔U19梯队。在率队参加了11场U19德甲联赛后，他于2013年11月底接过赫塔二队的教鞭，当时二队位居东北地区联赛积分榜末席，原主教练约尔格·施万克已被解职。在约维奇的带领下，二队于2013-14赛季以第12名的成绩完赛，顺利保级。在接下来的2014-15赛季，球队名列第6。随后是2015-16赛季的第10名、2016-17赛季的第9名、2017-18赛季的第8名以及2018-19赛季的第4名。
至2019-20赛季，乔维奇作为的继任者，正式担当德甲球队柏林赫塔的主教练。